# Летен триъгълник
Летният триъгълник е астеризъм в северната небесна полусфера. Върховете на този въображаем триъгълник се образуват от звездите Алтаир, Денеб и Вега, които са най-ярките звезди съответно в съзвездията Орел, Лебед и Лира.
Терминът може да се намери в астрономическата литература още от началото на 20 век, но е популяризиран главно през 1950-те години в САЩ.

## Звезди
| Име    | Съзвездие | Величина | Светимост (L☉) | Спектрален клас | Разстояние (ly) |
| ------ | --------- | -------- | -------------- | --------------- | --------------- |
| Вега   | Лира      | 0,03     | 52             | A0              | 25              |
| Денеб  | Лебед     | 1,25     | 200 000        | A2              | 3550            |
| Алтаир | Орел      | 0,77     | 10             | A7              | 16.6            |

## Видимост
От умерените северни географски ширини Летният триъгълник се вижда високо в небето около полунощ през лятото. Също така, той се вижда в източното небе рано сутринта през пролетта, а през есента и зимата е видим в западното небе до януари. От умерените южни географски ширини астеризмът се вижда наобратно и ниско в небето през зимата.